# Warwick Tarboton
Warwick Rowe Tarboton (* 9. Mai 1943 in Johannesburg, Transvaal, Südafrika) ist ein südafrikanischer Ornithologe, Wildtierfotograf und Autor.

## Leben
Tarboton zeigte bereits in seiner Kindheit ein starkes Interesse an der Vogelbeobachtung. Er absolvierte eine Ausbildung in Geologie am St Stithians College in Johannesburg sowie an der Witwatersrand-Universität und begann 1966 seine berufliche Laufbahn als Geologe. Einige Jahre später wechselte Tarboton das Fachgebiet und widmete sich nach einem weiteren Studium an der University of Sheffield, das er 1972 mit einem Master of Science (MSc) abschloss, der Ornithologie. Von 1974 bis 1986 arbeitete er als Ornithologe für das Transvaal Directorate of Nature Conservation. 1979 erwarb er mit der Schrift The ecology of a savanna woodland bird community den Master of Science mit der Auszeichnung cum laude. 1991 wurde er mit der Dissertation Polyandry in the African Jacana über die Brutbiologie der afrikanischen Blatthühnchen zum Ph.D. an der Witwatersrand-Universität promoviert. Seitdem arbeitet er freiberuflich von seinem Haus in der Nähe von Modimolle (früher als Nylstroom bekannt) aus.
Tarboton wurde 1958 Mitglied der South African Ornithological Society, die heute als BirdLife South Africa bekannt ist. Er war 9 Jahre lang Mitglied des Raritätenkomitees, 11 Jahre lang Mitglied des Rates und von 1996 bis 2000 Präsident von BirdLife South Africa. Er wurde 1996 mit der BLSA Gill Memorial Medal und 2007 mit dem Stevenson Hamilton Award der Zoological Society of Southern Africa ausgezeichnet. Zudem ist er Mitglied der British Ecological Society, des Southern African Institute of Ecologists and Environmental Scientists, der American Birding Association, der World Dragonfly Association und der Societas Internationalis Odontologica.
Tarboton ist Autor oder Mitautor von etwa 40 wissenschaftlichen Abhandlungen über Vögel und über 200 Kurzmitteilungen und populärwissenschaftlichen Artikeln. Als produktiver Autor hat er mindestens 16 reich illustrierte Bücher über Vögel, ihre Nester und Eier sowie, zusammen mit seiner Frau Michèle, über Libellen und Kleinlibellen verfasst.

## Schriften (Auswahl)
- Eagles of the Transvaal, 1979
- mit David G. Allan: The Status and Conservation of Birds of Prey in the Transvaal, 1984
- mit Peter Pickford, Beverly Pickford: African Birds of Prey, 1989
- mit Ian Sinclair, Phil Hockey: Illustrated Guide to the Birds of Southern Africa, 1993
- mit Nigel Dennis: Waterbirds: Birds of Southern Africa’s Wetlands, 1993
- mit Peter Pickford, Beverly Pickford: Southern African Birds of Prey, 1993
- mit Ian Sinclair, Phil Hockey: SASOL Birds of Southern Africa, 1993
- Birds of Southern Africa: The SASOL Plates Collection, 1994
- mit Michèle Tarboton: Wakkerstroom Bird and Nature Guide, 1995
- mit Michèle Tarboton: A Fieldguide to the Dragonflies of South Africa, 1995
- mit Richard D. Beilfuss, Nathan N. Gichuki: African Crane and Wetland Training Workshop: Proceedings 1993, International Crane Foundation, 1996
- mit Ian Sinclair, Phil Hockey: The larger Illustrated Guide to Sasol Birds of Southern Africa, 1997
- Sasol Owls and Owling in Southern Africa, 1998
- A Guide to the Nests and Eggs of Southern African Birds, 2001
- mit William Roy Branch, Chris Stuart, Tilde Stuart: Traveller’s Wildlife Guides: Southen Africa, 2005
- mit Ian Sinclair, Phil Hockey, Peter G. Ryan: Birds of Southern Africa: Princeton Field Guides, 79, 2011
- Roberts Guide to the Nests and Eggs of Southern African Birds, 2011
- mit Michèle Tarboton: A guide to the Dragonflies & Damselflies of South Africa, 2015
- Guide to Birds of the Kruger National Park, 2016